# Gonomyia lobulata
Gonomyia lobulata là một loài ruồi trong họ Limoniidae. Chúng phân bố ở miền Cổ bắc.